# Dave Bickler
Dave Bickler (31 de março de 1953) é um cantor e compositor norte-americano, nascido em Dakota do Norte, membro da banda Survivor nos anos 1977-1983 e 1993-2000. Seu vocal característico foi destaque no hit nº 1 nos Estados Unidos, "Eye of the Tiger". Destacou-se entre todos os membros da banda por usar uma boina distintiva.
Ele deixou a banda em 1983 devido a problemas vocais que exigem uma intervenção cirúrgica imediata.

## Discografia

### Jamestown Massacre
- Summer Sun / Words and Rhymes (single, 1972)

### Survivor
- Survivor (álbum, 1979)
- Premonition (álbum, 1981)
- Eye of the Tiger (álbum, 1982)
- Caught in the Game (álbum, 1983)
- Fire Makes Steel (demos, 1996)

### Solo
- Darklight (álbum, 2018)